# Benissoda
Benissoda – gmina w Hiszpanii, w prowincji Walencja, we wspólnocie autonomicznej Walencja, o powierzchni 4,04 km². W 2011 roku liczyła 414 mieszkańców.